# 索姆凯斯
索姆凯斯（法語：Sommecaise，法語發音：[sɔmkɛz] ⓘ）是法国勃艮第-弗朗什-孔泰大区约讷省的一个市镇，属于欧塞尔区。

## 地理
索姆凯斯（47°50'58"N, 3°13'58"E）面积15.53 平方千米，位于法国勃艮第-弗朗什-孔泰大區约讷省，该省份为法国中北部内陆省份，西接卢瓦雷省，西北接塞纳-马恩省，南至涅夫勒省，东临科多尔省，东北与奥布省接壤。
与索姆凯斯接壤的市镇（或旧市镇、城区）包括：卢皮耶尔堡、维利耶圣伯努瓦、莱索尔姆、勒瓦勒多克尔、沙尔尼奥雷德皮赛。

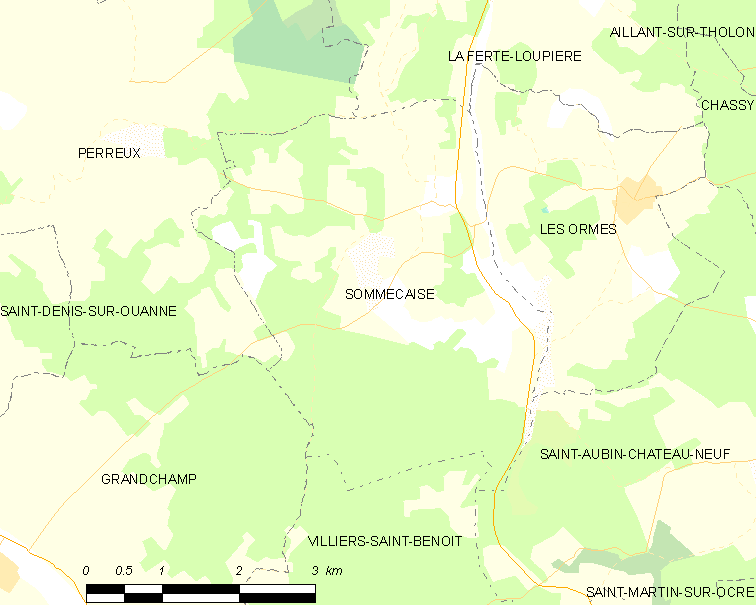
索姆凯斯的OSM定位图

索姆凯斯的时区为UTC+01:00、UTC+02:00（夏令时）。

## 行政
索姆凯斯的邮政编码为89110，INSEE市镇编码为89397。

## 政治
索姆凯斯所属的省级选区为沙尔尼-奥雷德皮赛县。

## 人口

1962-2008年间索姆凯斯人口变化图示

索姆凯斯于2022年1月1日时的人口数量为387人。